# Hrvatsko pjesništvo u Istri
Hrvatsko umjetničko pjesništvo u Istri povezano je s početcima pisane riječi na poluotoku. Bitna su mu obilježja diskontinuitet i pretežito čakavska kulturalna matica i pjesnički izraz. Uz nabožne pjevane pjesme iz liturgijskih knjiga, u nizu anonimnih autora, nepoznatih glagoljaša, "začinjavaca", ističu se pisci i prevoditelji tekstova koji su nadahnućem i izrazom, iako ne uvijek i formalno, zacijelo poezija: "Az spl'ju" iz Pjesme nad pjesmama (Beramski brevijar, 14. st.), "Štampa naša gori gre" žakna Jurja iz Roča (zapis u Misalu kneza Novaka, 1386.), "Se je on" (Ročki misal, oko 1420.), "Učka" (Hrvatski Lucidar, 14. st., iz Žgombićeva zbornika, XVI. st.) i dr.  Dijelove Istarskoga razvoda (XIII/XIV. st.) danas možemo čitati i interpretirati kao poeziju.
Zbog njezina ilirskog, tj. slavenskog i hrvatskoga podrijetla, u 16. st. zanimljiva je pojava patricijke Ilirske Puljanke Filipe Lacee (Philippa Lacea Polana Illyrica, rođene između 1550. i 1560). O njoj se može čitati, npr. u J.J. Boissarda ("Icones..."). Autorica je jedne dosad poznate "Sapfičke pjesme" (Carmen saphicum, 1597), ispjevane elegantnim i profinjenim stihovima na klasičnom latinskom, a nadahnute Horacijem. U XVIII. st. započinje izumiranje svekolike glagoljaške tradicije. Istodobno barbanski kanonik Petar Stanković (Pietro Stancovich, 1771-1852), izabravši talijanski jezik i kulturu, početkom XIX. st. ponešto je napisao i na hrvatskom, pa tako i pjesmu "Za pir" posvećenu svojoj sestri i objavljenu među svojim talijanskim pjesmama Versi (1818), s napomenom da se stihovi mogu pjevati na napjev hrvatske narodne pjesme "Lipa Mare papar pleve". Načelna periodizacija novije hrvatskoistarske poezije tijekom XIX. i XX. st. pokriva pretpreporodno i preporodno doba koje, zbog specifičnih istarskih povijesnih i društvenopolitičkih prilika, traje do konca Prvog svjetskog rata, s vrhuncem u pjesničkome nacionalno-socijalnom i prosvjetiteljsko-političkom, utilitarnome budničkom aktivizmu od 1870. do 1900. Nakon toga slijedi razdoblje između dvaju svjetskih ratova, te poezija druge polovice XX. stoljeća. Austrijska je Istra, do 1914., obuhvaćala i Kvarnerske otoke, pa u tom smislu i otočani ulaze u istarski književni kontekst, a neki i u međuraću, za talijanskog fašizma u Istri, redovito surađuju u istarskom emigrantskom tisku. Premda čakavci, istarski preporoditelji, koji su većinom bili svećenici, radi nacionalne homogenizacije pretežito su pisali književnom štokavicom i preuzeli već definiranu ilirsku poetiku. Prvim istarskim ilircem smatra se Petar Studenac (1811-1898), pišući ikavicom ("Molitva ilira", 1840) i ijekavicom (prigodnice Jurju Dobrili, 1858. i 1861). Nadareni Matko (Mate) Baštijan (Bastijan/Bastian, 1828-1885) u "Nevenu" 1855. objavljuje pjesmu "Liburnjanin s vrha Učke na povratku u domovinu". Između 1848. i 1851. pripremio je za tisak pjesničku zbirku koja je izgubljena, a autor se, kao jedan od osnivača i urednika "Naše sloge", posvetio političkom angažmanu. Sličan je put Matka Laginje (1852-1930) čija programatska pjesma "Istranom" (1869) i Basne, prekrojene poglavito za hrvatski puk u Istri (1876) najavljuju dobra pjesnika, koji se kasnije posve predao politici u službi istarskih Hrvata. Budući da bez tiskovina nema razvijena književnog života, pojava kalendara "Istran" (1868., u samo dva tečaja) i "Naše sloge" (1870), kao prvenstveno političkog medija pa onda i književna glasila, istarskim piscima omogućuju izravniju i ozbiljniju komunikaciju s čitateljima. Antun Kalac (1849-1919) čini tematsko-izražajne pomake u odnosu na poeziju svojih suvremenika. Osim ciklusa "Istri", valja spomenuti njegov prepjev poeme "Istra" iz 1887., Ivana Andrije Rapicija (lat. izv. "Histria", 1556), u heksametrima. Pokrenuli su se novi časopisi i preporodno doba u Istri išlo je svome kraju, dok je u ostalim hrvatskim krajevima uvelike prevladavala poetika hrvatske moderne. Rikard Katalinić Jeretov (1869-1954) još je u sferi arhaičnoga i politički angažiranog (Pozdrav istarskog Hrvata, 1891), autor više zbirka i pisac dobrih pjesama u prozi. Istarski ciklus (čakavski, dijelom na hibridnoj tj. "nepostojećoj" istarskoj čakavici i štokavski) angažirana artista i tankoćutnog esteta Vladimira Nazora (1876-1949) značajan je u piščevu opusu, vrlo bitan za novovjeki uzlet čakavskoga stiha, a njegovi soneti i vezani stih općenito unose tematsko-motivske i versifikacijske novine u kontekst hrvatskoistarske lirike (Istarski gradovi, 1930., Stare istarske balade, 1946. i dr.). Zabilježiti valja pjesničke pojave Ante Dukića (1867-1951), Karla Lukeža (1869-1930), Milana Marjanovića (1879-1955) i Leonarda Kalca (1882. – 1964.). U međuraću, emigriravši iz Istre pod totalitarnim talijanskim fašističkim režimom, plejada Istrana - poetsko-aktivistički ali i snažno lirski, gdjekad dosegnuvši antologijske uzlete - svjedoči intimnu i kolektivnu dramu pojedinca i izgubljena zavičaja. Mate Balota (1898-1963) autor je najpoznatije istarske umjetničke pjesmarice i jedne od najvažnijih, najutjecajnijih knjiga čakavske poezije uopće, znamenita Dragog kamena (1938). Poput njega, i Drago Gervais (1904-1957), autor Čakavskih stihova (1929) i poeme "Istarski kanat" (1951), do danas ima mnoštvo epigona. Ante Modrušan (Tone Smoljanac, 1901-1966) pisao je simpatične Pjesme za djecu (1963). Ljubo Brgić (1900-1969) autor je Glasa starine i crlene zemlje (1961). Novinar Ive Mihovilović (1905-1988) započeo je kao zanimljiv štokavski pjesnik, a mnogo je objavljivao Tugomil Ujčić (1906-1995). Zaboravljen je Ivan Bostjančić (1915-1975), suautor Istrijanske zemlje (1940) sa Zvanom Črnjom (1920-1991), najsvestranijim hrvatskim piscem iz Istre druge polovine prošloga stoljeća. Osim Žminjskoga libra (1966) i Bezaka na tovare (1976) kao amblematskih knjiga na arhaičnoj žminjskoj čakavici, valja istaknuti Črnjinu avangardno strukturiranu štokavsku poetsku cjelinu posvećenu Nikoli Poliću, "Psovačev brat - Razgovori s Quasimodom (1941-1942)". Šezdesete su godine XX. st. obilježene potpunim stapanjem hrvatskoistarskog pjesništva s maticom nacionalnih poetskih strujanja. Istarski autori tematski su se držali zavičaja ali i općih, univerzalnih pojava i problema. Mnogi su se ravnopravno izražavali dijalektom i na standardu, a u najzanimljivijih pisaca prevladali su introspektivna lirika i, gdješto, avangardni eksperiment. Treba svrnuti pozornost na prerano preminule i potencijalno snažne pjesničke osobnosti - Lina Brozića (1932-1979) i Mirka Pekicu (1943-1989). Među suvremenim pjesnicima ističu se: Ante Dabo (1925. – 2009.), Zlata Klapčić (1931.), Stjepan Vukušić (1931.), Ivica Pilat (1934.), Miroslav Sinčić (1937.), Rudolf Ujčić (1937.), Milan Rakovac (1939.), Vlado Pernić (1946.), Drago Orlić (1948.), Zdenka Višković (1949.), Aldo Kliman (1950.), Daniel Načinović (1952.), Goran Filipi (1954.), Nada Grubišić (1954. – 2018.), Antun Milovan (1954.), Tomislav Milohanić (1956.), Boris Domagoj Biletić (1957.), Edino Salamon (1959.), Nada Galant (1961.), Tatjana Gromača (1971.), a uvjerljivim pjesničkim početcima Evelina Rudan (1971.) i Jure Iskra (1972.). S obzirom na očito netipičan razvitak uvjetovan poviješću i sudbinom kraja u kojemu je dotična literatura nastajala, istarski se književni i pjesnički krug može prihvatiti kao donedavna posebna pojavnost unutar cjeline domaće književnosti, a danas kao jedna od najživljih pritoka jedinstvene trojezične hrvatske umjetnosti stiha.